# تايلور دينت
تايلور دينت (بالإنجليزية: Taylor Dent)‏ مواليد 24 أبريل 1981 في نيوبورت بيتش، أورانج، كاليفورنيا، هو لاعب كرة مضرب أمريكي سابق كان يلعب باليد اليمنى بدأ مسيرته كمحترف عام 1998، اعتزال اللعب في 8 نوفمبر 2010.